# Acacia anegadensis
Acacia anegadensis é uma espécie vegetal da família Fabaceae.
Apenas pode ser encontrada no seguinte país: Ilhas Virgens Britânicas.
Os seus habitats naturais são: florestas secas tropicais ou subtropicais , matagal árido tropical ou subtropical, costas arenosas e jardins rurais.
Está ameaçada por perda de habitat.